# Rytidosperma davyi
Rytidosperma davyi là một loài thực vật có hoa trong họ Hòa thảo. Loài này được (C.E.Hubb.) Cope miêu tả khoa học lần đầu tiên vào năm 1999.

## Mô tả
Đây là cây bụi lâu năm cao tới 120 cm, mọc thẳng; phiến lá xoắn chặt, kích thước lên tới 65 cm × 2,5 mm (khi nở ra), nhẵn ở mặt dưới, có lông ngắn hoặc nhẵn ở mặt trên. 

## Phân bổ
Loài cây này thường sống ở Malawi, Mozambique, Zimbabwe.